# Aleksandre Koszkadze
Aleksandre Koszkadze (ur. 4 grudnia 1981) – gruziński piłkarz, grający w Dinamo Tbilisi. Występuje na pozycji pomocnika. W reprezentacji Gruzji zadebiutował w 2010 roku. Do tej pory rozegrał w niej trzy mecze (stan na 12 maja 2012).